# Miria Turek
Miria Turek (ur. 3 października 1955) – polska lekkoatletka, specjalizująca się w wielobojach i biegach płotkarskich, medalistka mistrzostw Polski.

## Kariera sportowa
Była zawodniczką Bałtyku Gdynia.
Na mistrzostwach Polski seniorek zdobyła jeden medal: brązowy w pięcioboju w 1974. W 1974 została brązową medalistką halowych mistrzostw Polski seniorek w biegu na 60 metrów przez płotki.
Rekordy życiowe:
- 100 m ppł: 14,09 (18.07.1974)[1]
- pięciobój: 3896 (19.07.1974)[4]